# 3660 Лазарєв
3660 Лазарєв (3660 Lazarev) — астероїд головного поясу, відкритий 31 серпня 1978 року.
Тіссеранів параметр щодо Юпітера — 3,169.